# Nothin' but the Blues
Nothin' but the Blues je studiové album amerického bluesového kytaristy a zpěváka Johnnyho Wintera z roku 1977. Jeho partnery jsou Muddy Waters a hudebníci jeho doprovodné kapely. Album má následující věnování: „Rád bych věnoval toto album všem lidem, kteří si užívají můj  bluesový styl a zejména Muddy Watersovi, který mi dal inspiraci, a světu dal nekončící skvělé blues.“ - Johnny Winter

## Seznam skladeb
Všechny skladby napsal(i) Johnny Winter, s výjimkou skladby "Walkin' thru the Park", kterou složil Mckinley Morgenfield.. 
| strana 1 | strana 1                  | strana 1 | strana 1 |
| Pořadí   | Název                     | Autor    | Délka    |
| -------- | ------------------------- | -------- | -------- |
| 1.       | Tired of Tryin            |          | 3:40     |
| 2.       | TV Mama                   |          | 3:11     |
| 3.       | Sweet Love and Evil Women |          | 2:50     |
| 4.       | Everybody's Blues         |          | 5:03     |
| 5.       | Drinkin' Blues            |          | 3:40     |

| strana 2 | strana 2              | strana 2 |
| Pořadí   | Název                 | Délka    |
| -------- | --------------------- | -------- |
| 1.       | Mad Blues             | 4:17     |
| 2.       | It Was Rainin'        | 5:53     |
| 3.       | Bladie Mae            | 3:30     |
| 4.       | Walkin' thru the Park | 4:07     |

## Obsazení
- Johnny Winter - zpěv, elektrická kytara, kytara s kovovým korpusem, slide guitar, basová kytara, harmonika, bicí
- Muddy Waters - zpěv
- James Cotton - harmonika
- Pinetop Perkins - klavír
- Bob Margolin - kytara
- Charles Calmese - elektrický kontrabas
- Willie "Big Eyes" Smith - bicí

## Nahráno
Nahráno a smícháno ve studiu The Schoolhouse

Zvukoví inženýři: Dave Still, Grant Rarlow

Finální úpravy: Sterling Sound studio, New York City

Zvukoví inženýři: Greg Calbi